# RQD
RQD(Rock Quality Designation, 암질지수)는 암석의 품질을 나타내는 지수이다.

## 정의
- 시추코어 중 100mm이상 되는 코어편 길이의 합을 시추 길이로 나누어 백분율로 표시한 값으로 암질의 상태를 나타내는 데 사용한다.
- 이때 코어의 직경은 NX규격 이상이어야 한다.

## 참고 문헌
- 터널표준시방서 2009 국토해양부[쪽 번호 필요]